# Утиное (озеро, Ленинградская область)
Утиное (фин. Syvälahdenjärvi) — пресноводное озеро на территории Каменногорского городского поселения Выборгского района Ленинградской области.

## Общие сведения
Площадь озера — 1,2 км², площадь водосборного бассейна — 14,7 км². Располагается на высоте 9,4 метров над уровнем моря.
Форма озера лопастная, продолговатая: оно более чем на четыре километра вытянуто с северо-запада на юго-восток. Берега несильно изрезанные, местами скалистые.
Из юго-восточной оконечности озера вытекает безымянный водоток, который, протекая через озёра Большое Молочное и Большое Лесное, впадает в озеро Соколиное, через которое протекает река Талинйоки, впадающая в реку Перовку. Перовка впадает в озеро Краснохолмское, из которого берёт начало река Суоккаанвирта, впадающая в Новинский залив, являющийся частью системы Сайменского канала, выходящего в Финский залив.
На северо-восточном берегу водоёма располагается посёлок Глубокое.
Название озера переводится с финского языка как «озеро с глубоким заливом».
Код объекта в государственном водном реестре — 01040300511102000009681.